# Parton
Pour les articles homonymes, voir Dolly Parton, Ernest Parton et Mabel Parton.
En physique des particules, le modèle des partons a été proposé par Richard Feynman en 1969 pour décrire la structure des hadrons et modéliser les interactions avec les hadrons à haute énergie. Par la suite, les partons décrits dans ce modèle ont été identifiés aux quarks et aux gluons.

## Le modèle des partons

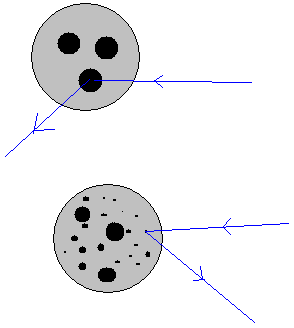
Une particule diffuse sur un hadron à basse (schéma du haut) et à haute (schéma du bas) énergie. À basse énergie seuls les partons de valence peuvent interagir avec la particule. À une énergie plus grande, la particule peut aussi diffuser sur la mer de partons.

Dans ce modèle, les hadrons tels que les nucléons (protons ou neutrons) sont composés de sous-particules ponctuelles indépendantes appelées partons. Si l'on se place dans l'approximation du référentiel du moment infini, où le hadron est considéré comme possédant une quantité de mouvement infinie, le mouvement des partons à l'intérieur du hadron est suspendu par l'effet de la dilatation temporelle relativiste et la distribution des charges dans le hadron est contractée dans la direction de propagation du fait de la contraction de Lorentz. L'interaction du hadron avec une autre particule se fera alors instantanément et de manière incohérente, c'est-à-dire sans modification simultanée de la structure du hadron. Le modèle des partons fut immédiatement appliqué à la modélisation des diffusions profondément inélastiques par Bjorken et Paschos. Par la suite, avec l'observation du phénomène de l'invariance d'échelle, la confirmation de la propriété de liberté asymptotique de l'interaction forte et la validation du modèle des quarks, les partons furent identifiés comme étant les quarks et les gluons. Le modèle des partons reste une approximation de la structure des hadrons relativement valide à haute énergie, au fil des années d'autres théoriciens ont pu étendre ce modèle à plus basse énergie.
Une particularité des partons est que leur caractérisation dépend de l'échelle de l'interaction considérée, échelle définie par l'inverse du module de l'impulsion transférée au hadron lors de l'interaction. Ainsi un parton vu comme un simple quark à une échelle donnée peut se révéler être la superposition d'un quark et d'un gluon à une échelle plus petite. De ce fait, le nombre de partons observé dans un hadron augmente avec l'impulsion transférée. À basse énergie un baryon ne contiendra que trois partons (les trois quarks de valence), et un méson qu'une paire quark-antiquark. À plus haute énergie, la possibilité d'observer le hadron à une échelle plus fine permet de révéler une mer de partons en plus des quarks de valence.

## Fonction de distribution de partons

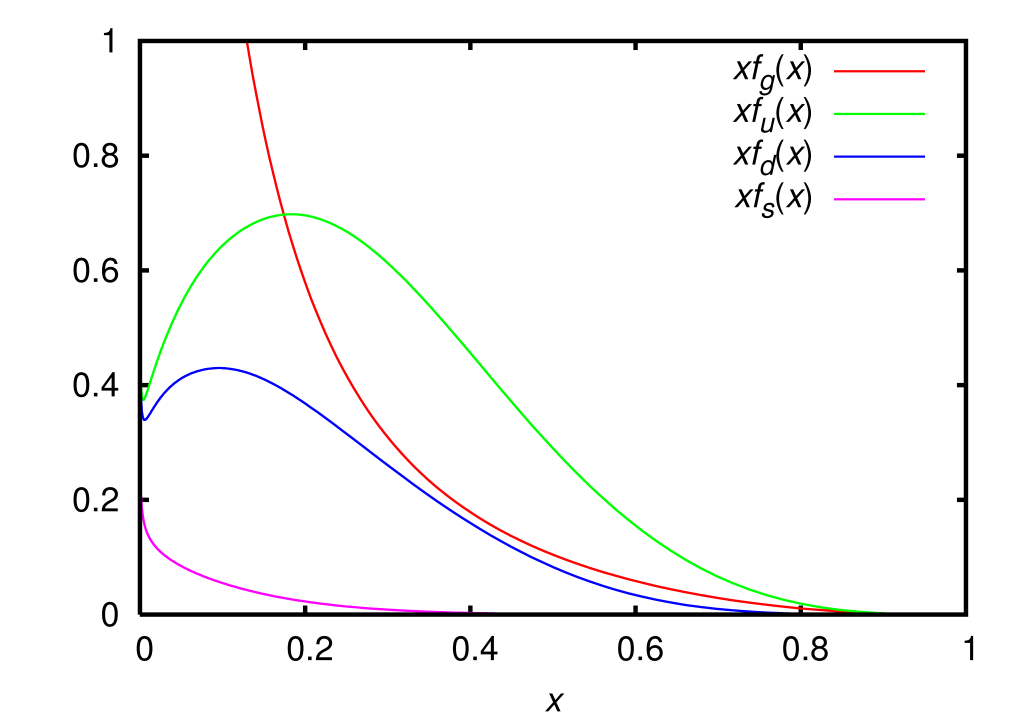
Les fonctions de distribution de partons CTEQ6 dans le schéma de renormalisation MS avec Q = 2 GeV pour les gluons (en rouge), et les quarks up (en vert), down (en bleu), et étranges (en violet). Les courbes représentent le produit de la fraction de moment longitudinal x par la fonction de distribution f, le tout en fonction de x.

Les fonctions de distribution de partons (PDF, pour parton distribution functions) sont les densités de probabilité de trouver une particule avec une fraction x de la quantité de mouvement longitudinale du hadron et avec une certaine impulsion transférée au hadron Q². À cause des effets non-perturbatifs d'un état lié en QCD, les fonctions de distribution de partons ne peuvent être déterminées dans le régime perturbatif de la QCD. À cause des limitations actuelles dans les simulations de QCD sur réseau, les fonctions de distribution de partons ne sont pour l'instant connues qu'à partir des données expérimentales.
Plusieurs groupes dans le monde ont produit des paramétrisations des fonctions de distribution de partons à partir des données expérimentales. Les paramétrisations majeures sont actuellement :
- (en) CTEQ, par la collaboration CTEQ
- GRV, par M. Glück, E. Reya, et A. Vogt
- MRST, par A. D. Martin, R. G. Roberts, W. J. Stirling, et R. S. Thorne

Les distributions de partons généralisées représentent une approche théorique récente afin de mieux comprendre la structure des hadrons, qui font intervenir plus de variables dans la description des fonctions de distribution, et en particulier l'impulsion transverse des partons. Les fonctions de distributions ordinaires sont des cas particuliers de ces nouvelles distributions. Ces distributions permettent de décrire les corrélations entre l'impulsion longitudinale des partons et leur position transverse à l'intérieur du hadron.

#### Fonction de distribution de parton
- (en) CTEQ Collaboration, S. Kretzer et al., « CTEQ6 Parton Distributions with Heavy Quark Mass Effects », Phys. Rev. D69, 114005 (2004).
- (en) M. Glück, E. Reya, A. Vogt, « Dynamical Parton Distributions Revisited », Eur. Phys. J. C5, 461–470 (1998).
- (en) A. D. Martin et al., « Parton distributions incorporating QED contributions », Eur. Phys. J. C39, 155 161 (2005).